# Tipula (Eumicrotipula) subligulata
Tipula (Eumicrotipula) subligulata is een tweevleugelige uit de familie langpootmuggen (Tipulidae). De soort komt voor in het Neotropisch gebied.